# شبكة ذكية

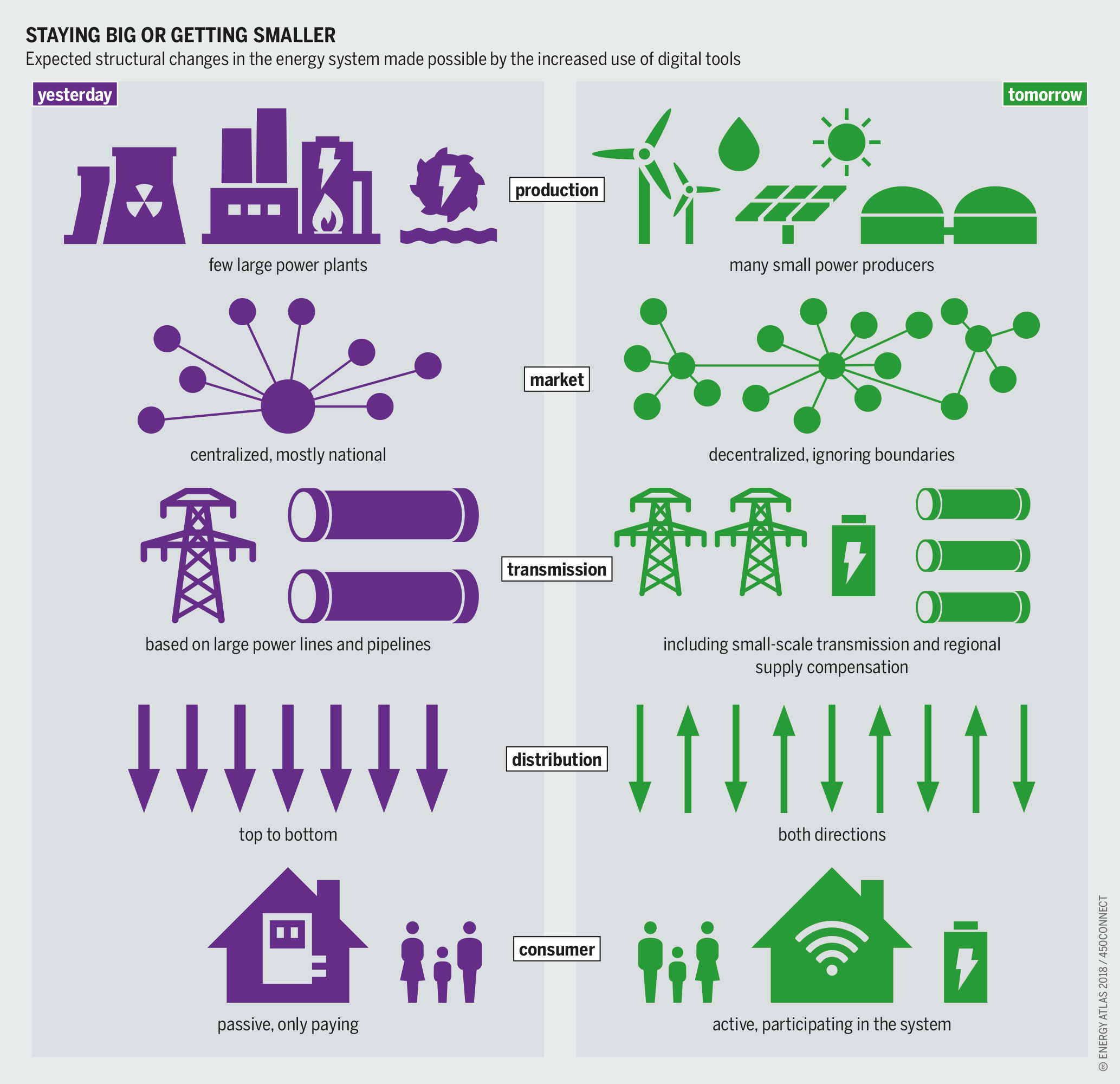

الشبكة الذكية (بالإنكليزية: Smart grid) هي الشبكة الكهربائية التي تُستخدم فيها تقنيات الاتصالات (كالعدادات الذكية التي تعمل على تقنية 3G أو أنظمة المراقبة سكادا (SCADA) وغيرها الكثير) لجمع معلومات من نقاط استهلاك وتوليد ونقل الكهرباء ومن ثم تعديل عمل الشبكة بناء على هذه المعلومات. إن المعلومات التي يمكن جمعها كثيرة وغنية، مثال ذلك: أنماط استهلاك الكهرباء لدى المستهلك (منازل، معامل...الخ)، وأنماط التوليد لمحطات الطاقة خصوصا الطاقة المتجددة كالطاقة الريحية و الشمسية والتي تتسم جميعها بالتذبذب في معدلات التوليد، وغير ذلك من المعلومات المهمة عن أداء الشبكة. إن دمج هذا الأسلوب في إدارة الشبكة ما هو إلا أتمتة لعملية تحسين كفاءة ووثوقية وديمومة توليد ونقل الكهرباء.
تطبيق هذه التقنية على أرض الواقع يتطلب تعديلات واسعة على البنية التحتية للشبكة التقليدية، والتي لطالما كانت مهمتها منذ اختراعها أواخر القرن التاسع عشر نقل الكهرباء باتجاه المستهلك من دون الأخذ بعين الاعتبار أي تفاعلية مع الذي يحصل على الناحية الأخرى عند المستهلك أو محطات التحويل لذلك يطلق على أسلوب عمل الشبكة الذكية بأنه ثنائي الاتجاه.

## فوائد الشبكة الذكية
تشمل الشبكة الذكية مجموعة واسعة من الأفكار والمقترحات لمواجهة تحديات تأمين الكهرباء، وبسبب كثرة هذه التحديات وكثرة الأفكار المدرجة تحت مسمى الشبكة الذكية فإنه من الصعب إيجاد تعريف واضح لهدف الشبكة الذكية ولكننا نلخص هنا مجموعة الفوائد المتفق عليها:

### الوثوقية
تستغل الشبكة الذكية التقنيات التي تحسّن من إمكانية كشف الأعطال والإصلاح الذاتي للشبكة من غير تدخل الفنيين. سيضمن هذا الأمر تغذيةً كهربائية أكثر وثوقية، وسيزيد من تماسك الشبكة في حال حدوث كوارث طبيعية أو عمليات تخريب.
تقوم الشبكة الذكية بوضع عدادات قريبة من المستهلك لكي يتسنا لهم معرفة التكلفة المادية على طول ساعات اليوم من أجل يقوم بخفض الاستهلاك في مرحلة الطلب العالي.

### مرونة في طوبولوجيا الشبكة الكهربائية
إنَّ توصيل أو قطع الكهرباء، والتحويل إلى شركة إمداد كهربائي جديدة أو إعادة تغذية الكهرباء إلى شبكة من ألواح طاقة شمسية سطحية ستكون جميعها أرخص وأسهل مع الشبكة الذكية.
تحديد الأعطال واستعادة التيار الكهربائي.
بإمكان الشبكة الذكية إبلاغ شركة توزيعك الكهربائية بأي عطل كهربائي لديك في وقته الفعلي.
هذه التنبيهات بالأعطال الكهربائية يمكن أن تسرِّع من استعادة التيار الكهربائي، لأنه يكون بالإمكان تحديد مصدر المشكلة على الفور. وبالإمكان إحالة المشكلة إلى طاقم تصليح على أساس الأولوية فتبدأ أعمال التصليح في وقتٍ أسرع.
يكون حينها بمقدور الشبكة الجديدة التحقق مما إذا تمَّت استعادة التيار الكهربائي إلى جميع المستهلكين.

### التواصل مع الزبائن
بإمكان شركات الكهرباء استخدام تقنية الشبكة الذكية للمساعدة في استمرارية إفادة الناس بأية مستجدات بسرعة ودقة. مثلاً، بإمكانهم إخبار الناس بشكلٍ أفضل بأية مواقع دقيقة للأعطال الكهربائية الناتجة عن العواصف وحرائق الغابات.